# مگس‌مرغ شکم‌نخودی
مگس‌مرغ شکم‌نخودی (نام علمی: Amazilia yucatanensis) نام یک گونه از سرده آمازیلیا است. این گونه یک مرغ‌مگس با طول متوسط است که اندازه آن در حدود ۱۰–۱۱ سانتی‌متر با وزنی در حدود ۴–۵ گرم می‌باشد. زیستگاهش جنگل و بیشه‌زار واقع در تگزاس در ایالات متحده آمریکا و شبه جزیره یوکاتان در شرق مکزیک، شمال بلیز و جشماا غربی گواتمالا در آمریکا مرکزی است. این پرنده حتی در مناطق خشک بیابانی در مکان‌هایی که آب روان وجود داشته باشد نیز به چشم می‌خورد.